# رينولد فرانك
رينولد فرانك (بالألمانية: Reinhold Frank)‏ (و. 1896 – 1945 م) هو قانوني، ومحامي، ومقاوم عسكري من ألمانيا، وجمهورية فايمار، وألمانيا النازية، توفي عن عمر يناهز 49 عاماً، بسبب شنق.